# Andra polska republiken

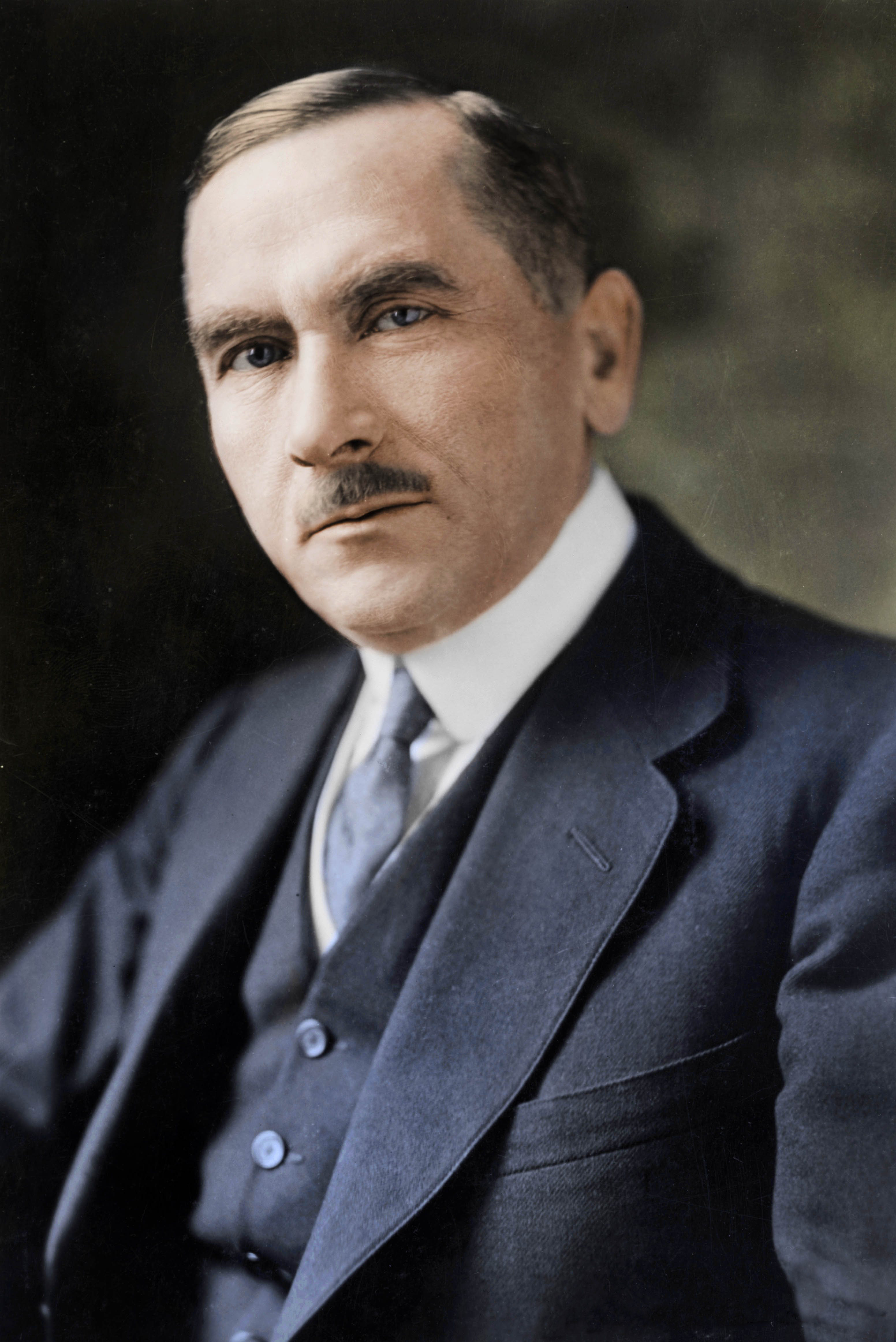
Roman Dmowski.

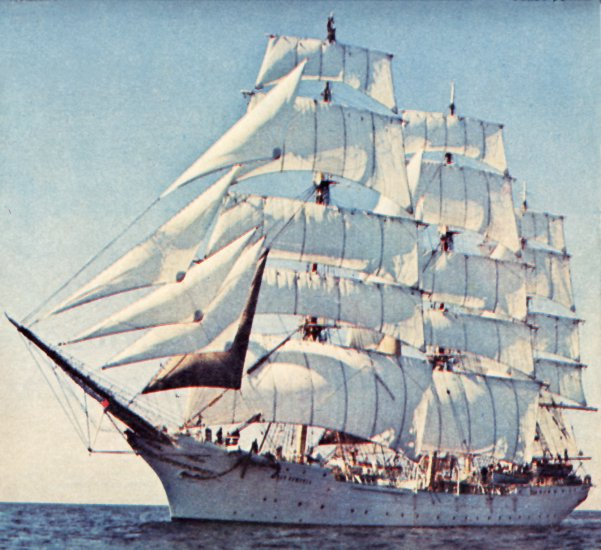
Skolfregatt Dar Pomorza (Gåva från Pommern) donerad 1929 av Pommernborna till sjöfartsskolan i Gdynia.

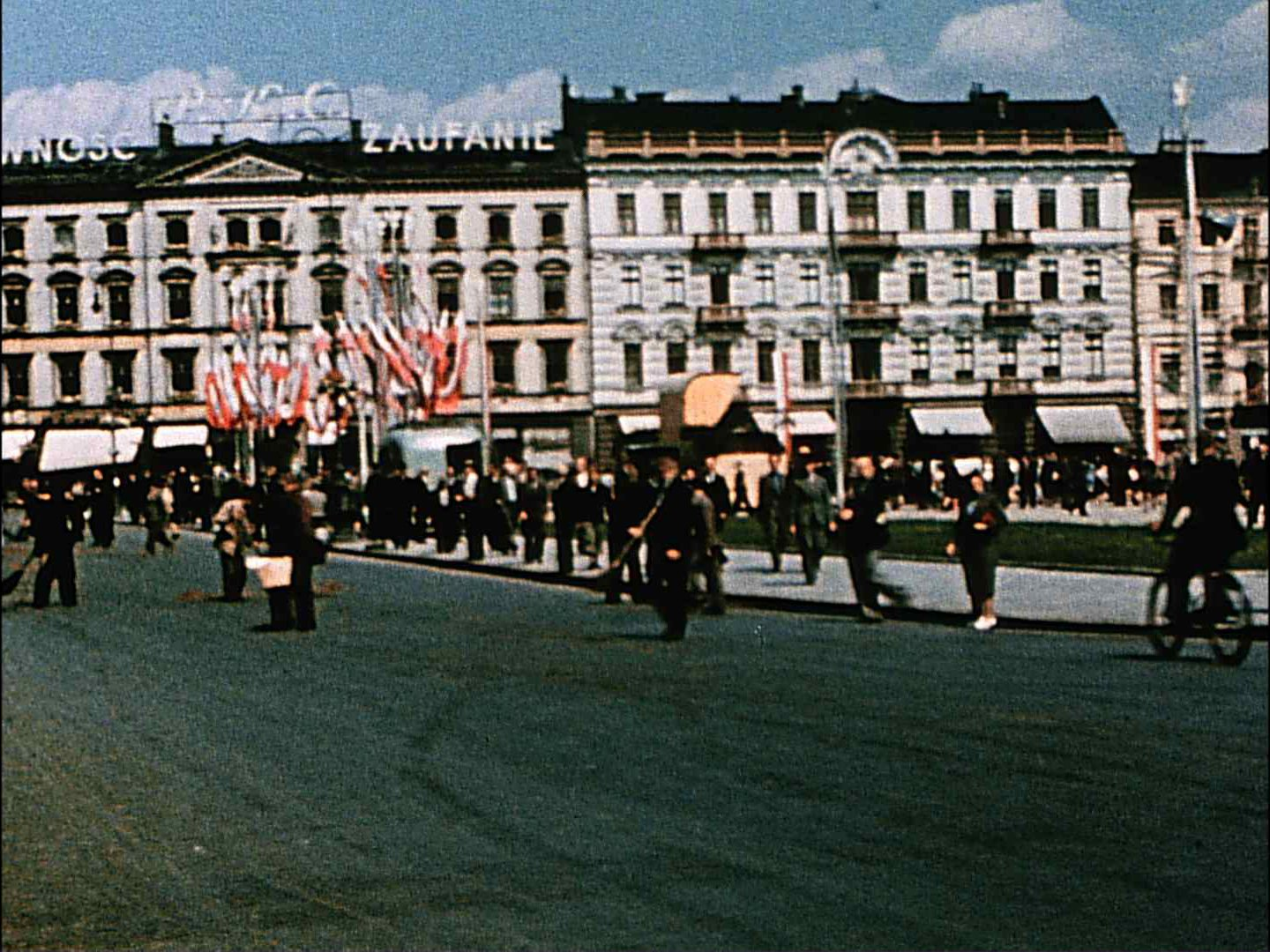
Warszawa 1939

Andra polska republiken var den självständiga polska stat som skapades efter första världskrigets slut 1918, och som upplöstes vid Nazitysklands och Sovjetunionens invasion 1939.

## Historik

### Bildandet
Restauration av Polen efter det första världskriget var en komplicerad process. Den 1 januari 1917 proklamerade den ryske tsaren Nikolaj II sitt mål att återskapa ett återförenat Polen i union med Ryssland. Då Romanovdynastin blivit avsatt genom februarirevolutionen kom den provisoriska regeringen uppmanad av den polske liberalen Aleksander Lednicki, att stödja idén, utan att precisera Rysslands anspråk på gränser. Sedan Ryssland ställt sig på Polens sida kom även Frankrike och Storbritannien att överge sitt motstånd och gav stöd för Polska Nationella Kommittén som bildades i Paris augusti 1917. Centralmakterna försökte få general Józef Piłsudski och hans legionärer att leda en polnische Wehrmacht vilket denne vägrade och därför kastades i fängelse. Den 12 september 1917 bildade Centralmakterna det Polska Kungadömet (dock utan kung).
Efter bolsjevikiskt maktövertagande i Ryssland blev polenfrågan mindre intressant för Centralmakterna. Österrike-Ungern skapade en ukrainsk stat under dubbelmonarkin. Litauen bildades också. Den 3 mars 1918 skrevs fredsavtalet i Brest-Litovsk mellan Centralmakterna och Sovjet-Ryssland. Den polske pianisten och politikern Ignaz Paderewski och Roman Dmowski arbetade för att få internationellt stöd för Polen och den 3 juni 1918 definierades som ett fredskrav mot Centralmakterna.
Polackerna väntade inte på den politiska processen utan i Ryssland bildades en 30 000 man stark armé och i Frankrike samlade general Józef Haller flera tusen frivilliga och polska soldater som slogs på de västallierades sida. Sammanbrottet av Österrike-Ungern-monarkin försvagade den militära situationen i Polens södra delar. 
Två idéer om hur den nya polska staten skulle se ut framfördes – Dmowski och hans rörelse Nationell demokrati ville skapa ett romersk-katolskt Polen med homogen nationell profil och geografisk tyngdpunkt på västsidan (liknande Piastdynastin-tiden), medan Piłsudski ville återskapa en federation med Litauen, Belarus och Ukraina, liknande Jagellonska ättens imperium under Polens storhetstid med tyngdpunkten på östsidan. Piłsudskis linje kom att vinna till stor del, även om tankarna om en federation med grannländerna inte blev av.
I november 1918 avväpnade polska armékårer kvardröjande tyska och österrikiska trupper efter stilleståndet. I Poznań beväpnade sig polska förband. En provisorisk polsk regering bildades i Lublin. Det rådde polska stämningar. Den uppblossande nationalismen ledde i Lwów till gatustrider mellan polska studenter vid stadens högskola och ukrainska studenter. Den 7 oktober 1918 utropades Polens självständighet i Warszawa av ett nationellt råd. Därmed återupprättades Polen som stat. Det nya Polen kallades för den andra republiken. Läget var inte oproblematiskt; Polen saknade vid tidpunkten både militärt försvar och definierade gränser.

### Krigstid 1919–1921
Det nybildade Polens territorium blev således återerövrat från makterna som ockuperade dess territorium sedan den senaste delningen i sex lokala gränskrig. Polens västra gräns och den så kallade korridoren till Östersjön fastställdes vid Versailles-konferensen 1919. Versailles-freden berörde inte frågan om Polens östra gräns. Det sjätte kriget var mot Sovjetunionen enligt följande.
Den 10 november frisläpptes marskalk Józef Piłsudski från fängelse. Piłsudski begav sig omedelbart till Warszawa och tämligen omgående gav nationella rådet Piłsudski närmast oinskränkt makt. Han var på en gång statschef och överbefälhavare. Piłsudskis främsta angelägenhet var att skapa ett politiskt och militärt stabilt Polen som kunde slå tillbaka en förväntad attack från Sovjetunionen. Händelserna 1919–1921 gick till historien som det polsk-sovjetiska kriget. Piłsudskis polska trupper allierade sig med ukrainska nationalister och tågade mot Kiev. Polen hade dessförinnan erkänt Ukrainska folkrepubliken under Symon Petluras regering. Under kampanjen hade det visat sig att Petljura hade litet stöd på den ukrainska landsbygden. Samtidigt gick röda armén till angrepp mot norra Polen. Anförda av marskalken Tuchatjevskij ryckte ryssarna fram i ett våldsamt tempo. Ryssarnas mål var Berlin. Det dröjde till den 16 augusti 1920 innan Piłsudski gick till motangrepp och den sovjetiska offensiven stoppades vid Warszawa. Ett fredsavtal slöts i Riga den 18 mars 1921 varvid Polens östra gränser fastställdes.
Gränsdragning mot Tyskland byggde dels på de polska upproren (som i Poznań), och dels på besluten i Versailleskonferensen 1919 med folkomröstningar angående Övre Schlesien/Śląsk, Masurien, Warmia och Powiśle. Folkomröstningarna skedde vid en negativ tidpunkt för Polen – under det polsk-sovjetiska kriget 1919–1921. I samband med omröstningarna i Övre Schlesien/Śląsk uppstod flera strejker och blodiga uppgörelser. Polen har uttryckt missnöje med resultatet av Versailleskonferensen, och påstod att den brittiska linjen under David Lloyd George var anti-polsk .
Att definiera gränsen mot Tjeckoslovakien var också konfliktfyllt. Från polsk sida hänvisade man till det faktum att det enligt 1910 års folkräkning i Cieszyn-Schlesien var 55 % polacker, 27 % tjecker och 18 % tyskar (av totalt 434 000 invånare). År 1919 blev området plats för en väpnad konflikt mellan Tjeckoslovakien och Polen, där Tjeckoslovakien ockuperade området medan Polen var upptaget av kriget med Ukraina och Ryssland. 28 juli 1920, skrevs en överenskommelse, enligt vilken man delade upp territoriet i den västra delen, som tillföll Tjeckoslovakien (1 289 km², 295 000 invånare av vilka 49 % var polacker, 40 % tjecker och 11 % tyskar; enligt tjeckiska uppgifter från 1921 utgjorde polackerna endast 26 % av befolkningen) och den östra delen, som tillföll Polen (1 002 km², 139 000 invånare av vilka 61 % var polacker, 1 % tjecker och 31 % tyskar). Gränsen drogs längs floden Olza.

### 1920-talet
1921 fick Polen en demokratisk författning. Högerpartierna nådde framgångar i parlamentsvalet 1922. Gabriel Narutowicz valdes till landets första president. Dock mördades han bara efter några dygn vid makten, varefter premiärministern, general Władysław Sikorski, övertog ämbetet temporärt innan en stabilare presidentperiod (1922–1926) inleddes med socialisten Stanisław Wojciechowski. Under 1920-talet avlöste sedan olika koalitionsregeringar varandra. I november 1925 bröts lugnet när en ekonomisk kris uppstod och inflationen orsakade massarbetslöshet. Den 12 maj 1926 drog Piłsudski samman trupper i huvudstaden för att slå ner gatustrider. Piłsudski grep makten och lanserade slagordet "sanacja" – uppryckning. Wojciechowski vägrade godkänna Piłsudskis icke-parlamentariska krav på ändringar i regeringen, och premiärminister Witos och president Wojciechowski avgick. Tidigare socialisten och kemiprofessorn Ignacy Mościcki utnämndes till president och innehade uppgiften till kriget, medan den icke-partianslutne professorn Kazimierz Bartel blev premiärminister till 1930. Piłsudski själv blev krigsminister till sin död. Ett auktoritärt styre infördes; parlamentet stod maktlöst. Piłsudskis regering ledde till stabilitet i samhället och ekonomisk tillväxt mellan 1926 och 1929. Storskalig emigration, omfattande cirka en halv miljon människor, kom igång under andra halvan av 1920-talet, huvudsakligen till USA och till franska kolgruvdistrikten utanför Lille.

### 1930-talet
Den stora depressionen under mitten av 1930 satte stopp för tillväxten, med massdemonstrationer. Piłsudski internerade oppositionsledarna (bland annat Witos) och tog över premiärministerrollen. 1933, var en tredje del av industriarbetarna utan arbete. Nedgången i produktion var procentuellt större än snittet i världen. Vänsterpartier, bland annat socialister (PPS) och kommunister (KPP) ökade i antal, liksom olika katolska organisationer ökade sin inblandning i politiken. Efter Piłsudskis död i cancer 1935, fortsatte Mościcki i Piłsudskis spår, och utnämnde general Edward Rydz-Śmigły till överbefälhavare. Valet 1935 bojkottades av 50 % av de röstberättigade i protest mot sanacja-styret.

## Etniska minoriteter efter kriget 1919–1921
Det råder inga tvivel att genom att Polen slog in på inkorporeringsvägen i de nyanslutna områdena skapade grundarna av den nya polska staten en mellanfolklig konflikt. Relationerna mellan staten och dess icke-polska invånare, – skrev historikern A. Khojnovskij, – har redan från början kännetecknats av konflikt. Majoriteten av ukrainarna, vitryssarna... hamnade under polskt styre mot sin vilja. De nationella minoriteterna som ingick i det nya Polen uppgick till inte mindre än 36 % av hela befolkningen. Dock, genom att Polen redan från början hade förkastat federationsprincipen, påbörjade polackerna skapandet av en nationell stat genom att ta kurs mot pacificering och polonisering av de nationella minoriteterna, och i slutändan uppslukandet av dessa av det polska etniska elementet. Den politiska gränsen måste även bli den etniska gränsen, sade upplysningministern Stanislaw Grabowski; utbildningssystemet, tillsammans med kolonisationspolitiken, var ett av de viktigaste instrumenten för polonisering – grundskoleutbildningen på landet genomfördes endast på polska och uteslutande av polska lärare. Härav kom det sociala, ekonomiska och kulturella undertryckandet av de vitryska och de ukrainska folken, förflyttandet till deras områden av polacker, så kallade osadniker, som regel före detta militärtjänstemän, vilka tilldelades den bästa marken och tog på sig de polisiära uppgifterna.
Det nationella förtrycket i de östra vojevod-områdena ledde endast till ökat nationellt medvetande hos lokalbefolkningen, hårt motstånd mot poloniseringen, vilket till och med ledde till bruk av våld från båda sidor. De radikala gruppernas popularitet ökade, bland dem även de kommunistiska. I de västukrainska områdena blev under slutet av 1930-talet de Ukrainska Nationalisternas organisation en märkbar kraft, vilken genomförde en rad terroraktioner, bland annat mordet på inrikesministern B. Peracki, som ledde pacificeringarna i Galizien och Volyn. Ukrainarna, enligt S. Chorak, ansåg att de befann sig i ett tillstånd av permanent krig med polackerna.
Enligt en rundfrågning som genomfördes bland invånarna i Polesie-området, levde enligt deras åsikt polackerna rikare, klädde sig bättre, deras karaktär kännetecknades av högfärd och att de ogillade judar väldigt starkt.
De räknade som polska städerna Wilno, Pinsk, Tarnopol, Lwow och till dessa städer närliggande områden, – mindes en före detta fransk ambassadör i Warszawa, – men det räckte med att besöka dessa områden för att bli övertygad om att de inte var sådana (läs: polska). Här kände man inte att man befann sig i Polen. Förresten, till och med de polska myndigheterna själva, oavsett alla deras påståenden om motsatsen, kände sig här nästan som utomlands. De räknade inte heller lokalbefolkningen som riktiga polacker. 

## Polens demografi (1931)

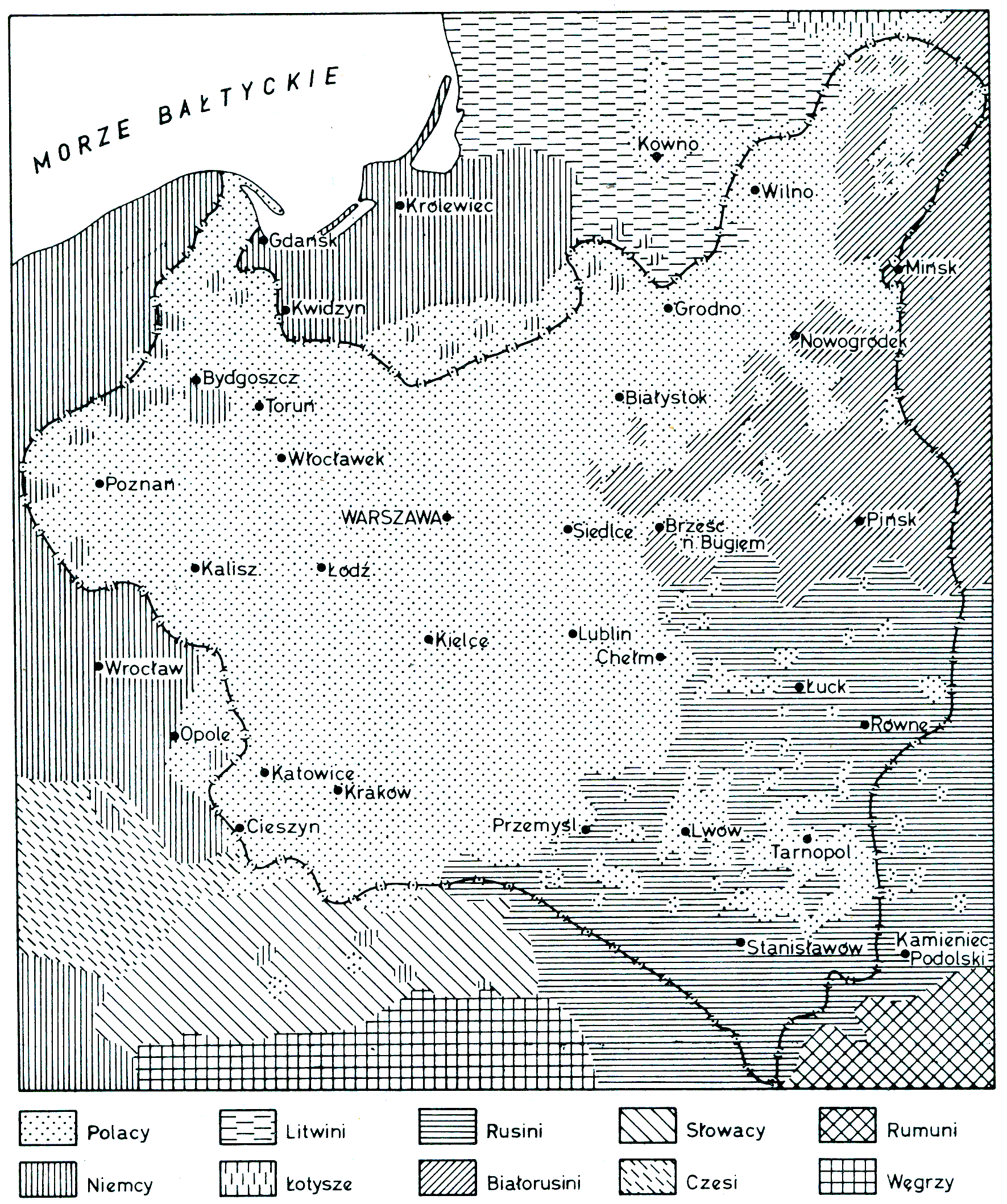
Nationaliteter i Polen 1931. Förklaringar:
Polacy=polacker, Niemcy=tyskar, Litwini=litauer, Łotysze=lettländare, Rusini=ukrainare, Białorusi=vitryssar, Słowacy=slovaker, Czesi=tjecker, Rumuni=rumäner, Węgrzy=ungrare.

Vid folkräkningen 1931 var landet befolkat av följande etniska grupper: 
- polacker 68,9 %
- ukrainare 13,9 %
- judar 8,7 %
- vitryssar 3,1 %
- tyskar 2,3 %

Dessutom mindre grupper av litauer, tjecker och tartarer. Bestämning av etniciteten hos befolkningen i landets östra regioner var osäker vid denna folkräkning, till viss del då nationalitetsbegreppet för vitryssar och ukrainare har inte formerats, förutom i vissa intellektuella grupperingar i städerna. Därför blev katolsk trosbekännelse tolkad som polsk etnicitet.
År 1939 var polackerna minoriteter i de östra provinserna. Nationaliteterna avser här endast modersmålet):
- Polesie (omkring Pinsk på kartan) (1,13 miljoner; polacker cirka 10 %, vitryssar cirka 70 %, judar cirka 5 %)
- Wołyń (omkring Łuck på kartan) (2,09 miljoner; polacker cirka 15 %, ukrainare cirka 70 %, judar cirka 10 %)
- Tarnopol (1,60 miljoner; polacker cirka 50 %, ukrainare cirka 45 %, judar cirka 5 %)
- Stanisławów (1,48 miljoner; polacker cirka 25 %, ukrainare cirka 70 %, judar cirka 5 %)

Polackerna var i majoritet i följande östra provinser: 
- Wilno (1,28 miljoner; polacker cirka 60 %, vitryssar cirka 25 %, judar cirka 5 %, litauer cirka 3 %)
- Nowogródek (1,06 miljoner; polacker cirka 55 %, vitryssar cirka 40 %, judar 5 %)
- Lwów (3,13 miljoner; polacker cirka 55 %, ukrainare cirka 40 %, judar cirka 5 %)
- Białystok (1,26 miljoner; polacker cirka 70 %, vitryssar cirka 10 %, judar cirka 5 %)
- Lublin (2,12 miljoner; polacker cirka 80 %, judar cirka 10 %, ukrainare cirka 2 %)

I de västra och centrala provinserna var andelen polacker oftast cirka 90–95 %, med resterande 5–10 % bestående av judar och/eller tyskar. Warszawa (1,18 miljoner) beboddes samma år av cirka 70 % polacker och 30 % judar..
Fördelning på sociala grupper i hela riket var:
- godsägare 1 %
- företagare 2 %
- intelligentia och yrkesverksamma 5 %
- industriproletariat 17 %
- lantarbetare 10 %
- bönder 64 %

Det vill säga 75 % av befolkningen levde på landet. Polens östra delar var huvudsakligen jordbruksområden, medan det mesta av industrin var lokaliserad till de västra delarna.